# Sciopolina macularivena
Sciopolina macularivena är en tvåvingeart som beskrevs av Irwin 1974. Sciopolina macularivena ingår i släktet Sciopolina och familjen styltflugor. Inga underarter finns listade i Catalogue of Life.